# Cophoscottia ornaticeps
Cophoscottia ornaticeps är en insektsart som beskrevs av Lucien Chopard 1951. Cophoscottia ornaticeps ingår i släktet Cophoscottia och familjen syrsor. Inga underarter finns listade i Catalogue of Life.